# Pico Lenin
El pico Lenin (oficialmente en Kirguistán) o pico Ibn Sina (Avicena) (oficialmente en Tayikistán desde 2006) (en kirguís: Ленин Чокусу, romanizado: Lenin Chokusu,  en ruso: Пик Ленина, romanizado: pik Lenina; en tayiko: қуллаи Абӯалӣ ибни Сино, romanizado: Qullai Abuali ibni Sino) es una montaña localizada en la cordillera Trans-Alai, en el macizo de los Pamires, concretamente en los dominios fronterizos entre Tayikistán y Kirguistán, en la provincia de Alto Badajshán. Alcanza los 7134 m de altitud sobre el nivel del mar, lo que lo convierte en la segunda montaña más elevada de Tayikistán —después de los 7495 m del pico Ismail Samani—, en la segunda de Kirguistán —tras los 7439 m del pico Jengish Chokusu, la montaña más alta de las Tian Shan— y en su momento en  la tercera de la antigua Unión Soviética.

## Nombres
La montaña fue descubierta en 1871, por el explorador ruso Fedchenko, quien lo denominó monte Kaufman en honor al entonces gobernador de Turquestán, Konstantín von Kaufman. La primera ascensión ocurrió en 1928, y fue llevada a cabo por una expedición internacional de montañistas rusos, alemanes y austríacos.
En ese momento cambió su nombre por el de Lenin en honor de Vladimir Ilich Uliánov, fundador del Partido Bolchevique.
El pico fue renombrado en julio de 2006, por el gobierno tayiko, como pico Abuali ibni Sino, en honor al filósofo medieval Avicena.

## Montañismo
Técnicamente, es considerado uno de los sietemiles más asequibles del mundo (que no fácil) para ascender, y tiene por mucho, la mayoría de los ascensos entre los picos de 7000 metros o superior, siendo cientos de escaladores los que cada año intentan llegar a la cumbre.
El pico Lenin es una de las cinco montañas que se incluyen en el reto del Leopardo de las Nieves, título que la Unión Soviética otorgaba a aquellos montañistas que conseguían alcanzar las cumbres de los cinco picos más altos de su territorio.